# إحسان بيرهادي
إحسان بيرهادي (بالفارسية: احسان پیرهادی) هو لاعب كرة قدم إيراني في مركز الوسط، ولد في 12 مايو 1991 في طهران في إيران. لعب مع نادي استقلال طهران ونادي شهرداري تبريز.

## وصلات خارجية
- إحسان بيرهادي على موقع قاعدة بيانات كرة القدم.إي يو (الإنجليزية)
- إحسان بيرهادي على موقع Soccerway.com (الإنجليزية)